# HAMLET (1993年発売のゲーム)
『HAMLET』（ハムレット）は、1993年にパンサーソフトウェアから発売されたPC-98用アクションRPG。本項では移植作品である『Space Griffon VF-9』（スペースグリフォン ブイエフナイン）『蒼鋼の騎兵 -SPACE GRIFFON-』（そうこうのきへい スペースグリフォン）『蒼鋼の騎兵 -SPACE GRIFFON- V.O.』についても取り扱う。
本作は多目的月面建造物HAMLETを舞台としたダンジョン探索型のアクションRPG。公式サイトではアクションRPGとされているが、どちらかといえばFPS要素を持ったRPGという雰囲気が強く、主観による3Dダンジョンを探索しながらリアルタイムに襲ってくる敵を撃破していく。プレイヤーは主人公ジム＝ビリントンとしてロボット兵器VF-9“グリフォン”を操り、敵を倒しながらストーリを進めていく。

## システム
自身の操作するロボット「ヴァリアブルフォーミュラー」（以下VF）のVF-9“グリフォン”を操作し、戦闘・探索を行いながらストーリーを進めていく。一人称視点で武装を適切に選択しながら戦っていく。武器にはエネルギーを消費するものとそうでないものがあり、また武器を装着する部分に攻撃を受けると武器が破損することがある。
パラメーターには耐久力を示す「BODY」、エネルギー残量の「ENERGY」があるが、舞台となる「HAMLET」内にはRPGにおけるショップや補給ポイントが無く、マップ内に配置されたアイテムや敵のドロップアイテムだけが頼りとなる。武器にはそれぞれ「ウエイト」という概念があり、使用後に一定時間のクールダウンが必要になる。また、ENERGYも移動するだけで消費する。これらの要素の他、基本的にマップに出現するモンスターは全滅させなければならない為、探索がメインながら余計な行動をすると難易度を上げてしまうシビアなバランスが特徴。
これらに加え『蒼鋼の騎兵 -SPACE GRIFFON- V.O.』では音声入力システムが追加されており、「BOSS！」「アサルトモード！」「アーマースキャナー・オン！」「フロアーマップ！」などマイクに向かって叫ぶ事で各コマンドが実行できるが、認識精度はあまり高くない為、評価はされなかった。

## ストーリー
西暦2148年10月17日、巨大企業「A-MAX FACTORIES（以下AMF）」の所有する月世界最大の人工建造物HAMLETは、突如連絡不能に陥った。この事態を重く見た「AMF」首脳部は、AMF直結の私設軍隊「A-MAX CLEANER（以下AMC）」の出動に踏み切る。主人公であるジム＝ビリントンはAMCの新人隊員として、他のAMCの先輩5人と共にこの事件に当たる事となった。
HAMLET内部に進入し、探索に入るも内部からの応答は一切無く、警備用のガードロボットが動いているのみ。AMCの6人は、このHAMLETに起こった異変の謎を探っていく事になった。一方AMFでは科学スタッフの失踪、怪生物目撃例などが報告されていた。そんな中、ジムは唯一の生存者である少女・メアリーを発見する。彼女は、細菌学者メイビル＝クラークの助手・フランシス＝レイクウッドの異母妹だった。
一方、今回の事件はメイビル博士が研究していた細菌兵器No.369の漏洩がきっかけであり、この細菌に感染すると肉体が腐敗して死亡するだけでなく、遺体に感染することでゾンビのような理性の無い怪物と化してしまう厄介な性質を持っていた上、月面で採取される鉱石ルナ・ティアーズにはこの細菌を活性化させる性質を持っていた。しかも、AMC上層部は細菌の感染者を特定して世界支配の為の軍事兵器に利用しようとこの情報を渡さなかった為、後手に回ったHAMLET内部のルナ・ティアーズ採掘作業員などが次々に発病してしまった。レイクウッド姉妹はこの細菌に対する抗体カプセルを持っていたため、発病しなかったとはいえ、メアリーは姉が今回の事件に関与していることを知っており、姉の死を望んでいた。だが、ジムたちとの触れ合いの中で姉と共に生きる事を望むようになる。
そのころ、No.369はネズミや家畜などに感染し、分裂融合を繰り返し肥大化して怪物と化していた。また、メイビル博士を取り込んだ際、その知能と意識を取り込んでおり、地球への復讐心で動いていた。
そしてNo.369は進化を繰り返した末に知性を得、完全にメイビル博士そのものとなって中枢端末コンピューターを乗っ取りHAMLETをも支配し、AMCメンバーを次々と殺していた。また、最初に自身を撃退したジムを「ジム君」と呼び付け狙い、先に殺した先輩隊員のオレッグ＝アンダーソンとマーク＝スマイリーをそれぞれゾンビ化させたうえでけしかける。マークは知性を残した状態で復活させられたこともあり、ジムはマークへの攻撃をためらっていたが、もう一人の先輩隊員であるマリア＝ハンスフィールドは、そんなジムを押しのけ、マークを道連れに自爆した。残る隊員は、ジムとラウツェン＝シシュッチヴィノフの二人だけになってしまった。もともと自分が役立たずだと思い込んでいたラウツェンは、最後の役に立つためにとメイビル博士を巻き込んで自爆するも、失敗に終わる。
その後、ジムたちはメアリーの部屋に立ち寄った際ラウツェンの襲撃を受ける。ラウツェンの正体はAMCが送り込んだ隠蔽工作用アンドロイド・RZ-02であり、HAMLETの破壊と隊員を含めた生存者の殲滅を命じられていた。済んでのところでジムに機能停止させられたがそれによってラウツェンの人格が戻り、シャトル搭乗を阻止しようとするメイビル博士と戦うジムの下に赴き、その弱点を伝えた。再び殺人プログラムが起動する事を危惧し、自身は自爆するHAMLETと運命を共にした。
最終的に、ジムとメアリー、そしてフランシスは最後まで生き延び、無事にHAMLETを脱出した。しかしエピローグで地球に帰還するシャトルにてグリフォンに付着していた肉片が不気味な脈動をするところで話は幕を閉じる。

## 登場人物
声は移植作品のもの。
ジム＝ビリントン
声 - 森川智之
主人公。コールサインはKID。19歳とAMC最年少隊員で、今回のHAMLET突入作戦が彼の初任務となる。経験こそ少ないものの、メカに対する適正は人並み以上でテストタイプの新型機VF-9に搭乗している。明るく真面目で正義感はあるがまだあどけなさが残っていて、AMCメンバーからはいじられている。
メアリー＝レイクウッド
声 - 三石琴乃
月面生まれの17歳の少女で、フランシスとは異母姉妹である。第三世代で月面でしか暮した事がなく、地球へ行った事は一度もない。
「ロボット内のスイッチを勝手に弄ってミサイルを発射してしまう」「怒られて膨れっ面をする」など子供っぽい一面を持つ。
コンラード＝フォン＝エイブル
声 - 玄田哲章
ジムの上官で、今回のHAMLET突入部隊の隊長。コールサインはBOSS。搭乗する機体は情報指揮官機HVF-8BCアベンジャー・コマンダー。元軍人で実戦経験が豊富。冷静沈着で寡黙な男だが部下からの信頼はあつい。フランシスを拉致した怪物を追い、フランシスをラウツェンに任せた後にジム・マリアと怪物を追い詰め、羽交い絞めにする。ジムらに自身もろとも怪物を撃破するよう伝え、覚悟を決めたマリアの手によって撃破された。マーク曰く、彼の死体はバラバラになったため、怪物化しなかった模様。
ラウツェン＝シシュッチヴィノフ
声 - 銀河万丈
HAMLET突入部隊の一人。コールサインはBIGHORN。搭乗する機体は後方支援砲兵HVF-8BAアベンジャー・アーティラリー。コンピューターに強い。性格は大人しく優しい大男。実は軍から別の任務を与えられて参加している。ツンドラ地方出身の元プロバスケットボーラーで大家族の生まれ。自身が役立たずだと思い込んでいる。
マリア＝ハンスフィールド
声 - 折笠愛
HAMLET突入部隊の一人。コールサインもMARIA。搭乗する機体はバイク形態を持つLVF-5Cミラン・オリジナルフルカスタム。AMC入隊以前の経歴は不明。姉御肌で何故か常にムチを携帯している。スマイリーとはよく喧嘩をするが気に掛けている。機体の中破などのトラブルに見舞われながらも戦い抜き、コンラードからジムとまとめて「常勝コンビ」と称される。
マーク＝スマイリー
声 - 関俊彦
HAMLET突入部隊の一人。コールサインはTHIEF。搭乗する機体は高機動形態を持つLVF-4Dバイパー。元私立探偵社に勤めていた軽いノリのお調子者。恋人に貰った幸運のお守り、月面で採取されるルナ・ティアーズを常に身に着けている。マリアやオレッグとはその軽率さで度々衝突する。採掘場まで下りた際、食物から感染したのかNo.369に体を乗っ取られ、ジムにルナティアーズをかけようとするも、オレッグに妨害され、そのまま消息を絶った。終盤においてメイビルを追い詰めんとするジムの前に再び現れ惑わすも、攻撃をためらうジムを押しのけたマリアの自爆の道連れにされる。
オレッグ＝アンダーソン
声 - 屋良有作
HAMLET突入部隊の一人。コールサインはMURDER。搭乗する機体は重武装機HVF-8BSアベンジャー・ストライク。A-MAX CLEANER入隊以前はコンラードと同様に職業軍人で実戦経験豊富。元全米アームレスリングチャンピオンでもあり腕っぷしには自信があり、愛機が破壊されて放り出されてもライアットガン一丁とパワードスーツで戦場に舞い戻るほど。その後、救難信号を出すマークを助けるためにコンラード以外の3人と向かうも戦力は分断され、ジムにルナティアーズをかけて細胞の進化を促進させようとするマークを妨害、怪物によって取り押さえられ、マークによって撃破された。その死体はNo.369によって利用され、2度に渡ってジムと対峙し、その精神を砕いていき、最後はそのジムの手で葬られた。
フランシス＝レイクウッド
声 - 玉川紗己子
HAMLETで細菌の研究をしていた科学者でメアリーの姉。メイビル博士の助手を務めており、地球への復讐心に駆られている。当初はAMC及びAMFに敵対的な活動をするも、突入部隊のメンバーとは後に和解し、事件解決とHAMLETからの脱出に協力するようになる。後に贖罪のためにメルビン博士に抗体を打ち込もうとするもはじかれ、手傷を負ってしまう。マリアによってシャトルの救護カプセルへと運ばれたため、HAMLET脱出に成功している。
メイビル＝クラーク
声 - 藤本譲
HAMLETで細菌の研究をしていた科学者。他の研究者共々、自身が研究していた細菌「No.369」に飲み込まれてしまった。しかしNo.369が「彼の知能」と「AMFと地球への憎悪」を吸収してしまったため、今回のHAMLET事件に発展することとなった。
ルクセノフ准将
声 - 不明
AMCの幹部。今回の作戦を立てた人物であり、HAMLETで起きた事件を揉み消す為に突入部隊とRZ-02を送り込んだ。

## 世界設定
近未来の世界を舞台としている。月面に国連の基地があるという表現から、官民問わず宇宙進出が一定以上されている世界であることが確認できる。また、機体デザイン、移植作品のタイトルにも『マクロスシリーズ』の影響がみられる。
HAMLET
”小さな村”と名付けられた22世紀始めから移住の始まった月面基地。月の資源開発をはじめ、食品、医療品、軍事兵器などの研究開発や、その製造が行われている。水や食料、各種生活用品の85％が自給され、軍人、工員、研究員、資源採掘員や、それらの家族にいたるまで、千人近い人々が暮らしており、生活空間から各種工場、農園や資源発掘機構までを備えた永住可能な巨大な月面都市となっている。
反面、機密保持と安全確保の為に常に最新のセキュリティシステムを導入し、外界から完全に隔離されている。初期の移住者の約7割が独身の若い技術者・学者であったが、この者達は企業機密の関係からほぼ地球への帰還は無かった。なお、残り3割は定期的に入れ替わる労働者。物語開始時点では移住から100年が経過しており、HAMLETに来た技術者・学者同士の結婚などにより第三世代が誕生している。一方で当初から移住した技術者・学者らは実質的にHAMLETに軟禁されたことから、AMF及びそれを黙認した地球の人々に程度の差はあれ恨みを抱いていた模様。
建物は地上2層、地下11層の計13層の階層構造となっている。表向きは月面基地だが、その裏では秘密裡に違法で非常に危険な細菌兵器を研究させており、隔離させていたのもその為である。AMFの隠匿と100年の歳月により、現在の地球の人々はHAMLETの存在もほとんどが知らない。
- 第1階層：民間用、及び軍事用シャトルデッキ。居住区画の第2階層と同じく、月面部分に露出している。
- 第2階層：HAMLETの各製造区画や、研究所で働く人間達の為の居住区画。製造区画の研究所スタッフの設備は労働者区画とは全く違う。
- 第3階層：ファーム（農園）。医療関係や生物学関連の研究者が用いる研究施設がある。
- 第4階層：閉鎖区画（生物兵器研究施設がある）
- 第5階層：軍事兵器生産工場。倉庫、貯蔵区画もある。量産機の生産が行われる。
- 第6階層：特殊兵器生産工場。新兵器の研究をしている。
- 第7階層：メインデータバンクがあるセキュリティールーム。
- 第8階層：動力区画及び、動力貯蔵区画。HAMLETの主動力である常温個体核融合炉が置かれている。
- 第9～11階層：採掘場区画。月の資源採掘をしている。

A-MAX FACTORIES（AMF）
地球の巨大企業であり、HAMLETを管轄する月面追跡管制室は北米支局に存在している。
A-MAX CLEANER（AMC）
AMFの所有する私設軍隊。VFのようなロボット兵器を運用しているが、隊員の発言によると普段はデモの監視などといった警備的行動が多い様子である。一方でその場の工作機械でロボットの修理・改造が出来たり、破損のため機体放棄した際にもその場に在ったパワードスーツに乗り換えてもすぐに戦線復帰が出来るなど、個々のスキルは高い模様。
VARIABLE FORMULA (VF)
可変戦闘ロボットで普段は略称のVFで呼ばれている。車と2足歩行ロボットの間を中間形態を含めて変形可能で、戦闘用2足歩行形態として攻撃力に優れたコンバットモード、車型の高速移動形態としてい動力と防御力に優れたクルーズモード、両者の折半的な性格を持つ突撃用高速機動形態アサルトモードの3段階となっている。また、軽装から重装型まで機体規模も3種類あり、その大きさに合わせてLVF (LIGHT VARIABLE FORMULA)、VF、HVF (HEAVY VARIABLE FORMULA) と呼ばれている。
ルナ・ティアーズ
月面で採掘される鉱石。地球では野球選手マイケル＝ラボットの広告の影響もあってか、一種のパワーストーンとして流行している。これそのものには害はないが、特定の細菌を急速に活性化させる効果がある。

### 機械・用語
公式サイトより。
VF-9 グリフォン
A-MAXが開発した次世代VFで、VF-7SV（ストライク・ワイバーン）をベースに設計され、VF-7SVに準ずるスペックを持ちながら、VF-7SVでは不可能だったクルーズモードまで変形が可能になっている。両肩にマウントされている盾は、VFに初めて採用されたコンフォームド・アレイ・アーマー・システム（適合個別装甲システム）と呼ばれる、内部に超伝導コイルを持つ専用アーマー。これは標準的なプラズマフィールド制御用コイルを内蔵した適度な大きさの装甲板やその破片を磁場によってアーマーベースに固定するもので、戦闘で破損した盾を現地調達できる装甲板の破片で補修することも、状況に合わせて減増厚することも可能となっている。
HVF-8B アベンジャー
A-MAXが開発した現用標準HVF。地上部隊の中核となる機体で、HVFの例に乗っ取り、VFであるグリフォンよりも大型となっている。設計的に余裕を持たせているため、兵器の追加などを行いやすく、用途に合わせて多数のバリエーションが存在する。
HVF-8BC アベンジャー・コマンダー
HVF-8Bの指揮・情報機能を強化したタイプで、運動性能を上げて火器性能を上げる改造が施されている。センサー、アンテナが増設された頭部の形状から、通称インディアンヘッドと呼ばれている。
HVF-8BS アベンジャー・ストライク
HVF-8Bのガンナーシートを潰して現地改修キットを組み込み、ボディ組み込みの200mmガンランチャーに操作系のワンマンオペレーションを組み込んだ機体で、コマンダーバージョンとは逆に火器の性能を上げることを重点としている。瞬間火力には秀でるがその分耐久性を犠牲にしている。
HVF-8BA アベンジャー・アーティラリー
長距離砲による後方支援攻撃のための砲兵機で、大出力の火器を組み込むことを前提にしているために、運動性は大幅に犠牲になっている。パワーユニットを前部ボディに増設し、ショルダーターレットをタイプ5から超大型マウントの接続も可能なタイプ6に変更して、標準状態で超大型のビーム砲を2門装備している。
LVF-4D バイパー
AVT社とGM（General Motors）社の合併プロジェクトから生まれたLVFのベストセラー機。VFで初めてホバリングユニットを実用化し、高い機動性と運動性を誇る傑作機。ただしホバリング機能の搭載のために切りつめた設計をおこない、コクピット内は身動きできないほど狭い。火器装備も最小限で長時間の作戦に向かないなど、小型・軽量故の限界も見せている。
LVF-5C ミラン・カスタム
マリアがユーロテック社のLVFミランをベースに改造を重ねて作り上げた機体。装甲の加工、フレームの改造などは「AMC」の修理セクション（通称C-Works）が行っているが、内部の改造、細部調整にはマリアの手がかなり入っており、ほとんど原型を留めていないフルカスタムのオリジナルLVFとなっている。内部には空きスペースがなく、コクピットは人型にくりぬいてあるような感じになっていてマリアは冗談で「乗るんじゃなくて着るんだ」と言っている。
パワードスーツ
着込むタイプの簡易戦闘服。宇宙服のような作業着でもあり科学者など非戦闘員でも扱えるが、標準装備での武器はなく人間サイズなので、VFのような高い戦闘力はない。バックパックブースターにより短距離飛行ができる。サイズが決まっており、ラウツェンのような大男には着れない。また、対衝撃装備も皆無なため、衝突しただけでも乗員に致命傷が及ぶ。
No.369
メイビル博士が研究していた細菌兵器。空気感染し、感染すると咳や風邪のような症状が出て徐々に体を蝕み、肉体が腐敗して死亡する。さらに死後に発病する事でゾンビのような理性の無い怪物と化してしまう。
月面で採取されるルナ・ティアーズはこの細菌を急速に成長促進させる効果があり、所持しているとすぐに発病するようになる。なお、メアリーとフランシスはNo.369の抗体カプセルを持っており、完璧ではないが発病前であれば保菌者の体内の繁殖を抑えられる。（姉妹が基地内にいたのに発病しなかったのもその為）
AMC上層部は細菌の感染者を特定して世界支配の為の軍事兵器に利用しようとこの情報を渡さなかった為、後手に回ったHAMLET内部のルナ・ティアーズ採掘作業員などが次々に発病してしまった。
進化系No.369
流出したNo.369がネズミや家畜などに感染し、分裂融合を繰り返し肥大化して怪物と化したもの。メイビル博士を取り込んだ際、その知能と同時に意識まで徐々に取り込んでおり、博士の復讐心で動いている。その為、さらったフランシスを襲わなかったり、彼女と意思疎通を取れたりしている。ただし進化段階であり知性は有しておらず、感染を拡大する為に霧状に細菌を散布したり、分裂・再融合する事で状況に対応した進化しようとする。フランシスは土の中の微生物により細菌を分解する酵素を生み出し、この怪物への特効アンプルを培養している。
その後、進化を繰り返したことで知性を得て喋れるようにまでなり、完全にメイビル博士そのものとなって中枢端末コンピューターを乗っ取りHAMLETをも支配した。その意識は嬉々として残忍にAMCメンバーの虐殺を楽しんでいる。また、最初に自身を撃退したジムを「ジム君」と呼び付け狙い、精神攻撃の為にスマイリーを生前の知性を保たせて復活させ差し向けた。なお、高熱の炎に弱いことが“ある偶然”によって判明する。
RZ-02
AMCが開発した隠蔽工作用アンドロイド。人間そっくりに擬態し、人間としての自我や人格も合わせ持つ。地球から遠隔操作も可能で、体内に内蔵された火器により対象を抹殺する。

## 移植作品

### SPACE GRIFFON VF-9
PlayStation移植作品。探索時の画面が一新されて見やすくなっており、マップを2Dアニメーションによる疑似3Dから完全な3Dマップ化したことで操作性は格段に向上した。キャラクター画像やストーリーにはほとんど変更が無い。なお、PlayStation初期作品のためPlayStation 2等の互換機能で行う場合、正常に表示されなかったり最悪停止してしまうバグを持っている。

### 蒼鋼の騎兵 -SPACE GRIFFON-
ドリームキャスト及びwindows用移植作品。キャラクターボイスはPS版SPACE GRIFFON VF-9のものがそのまま流用されている。3D画面ではPS版と比べてハードウェアの能力向上にあわせてグラフィックが強化されているが、画面構造自体に大きな変化は無い。マップでは敵ユニットの動きが強化されて従来よりも複雑に動くようになったが、一方でPC98版とPS版では左右に動かせた盾の仕様が固定化され、照準操作も手動で弱点を狙い撃つものからオートエイム化したため攻防の駆け引きは薄くなっている。登場機体やキャラクターやイベントシーンの画像が新たに描き起こされたものへ変更となりオープニングやイベント時のムービーはより臨場感のあるものへと変更されている。なお、windows版『蒼鋼の騎兵 -SPACE GRIFFON- V.O.』（そうこうのきへい スペースグリフォン ボイスオペレーション）は音声入力にも対応している。

### 評価（移植版）
The GamerのRITWIK MITRAは、本作のストーリーについて設定過多を指摘している。